# Phaeomarasmius borealis
Phaeomarasmius borealis är en svampart som tillhör divisionen basidiesvampar, och som beskrevs av Rald. Phaeomarasmius borealis ingår i släktet Phaeomarasmius, och familjen Tubariaceae. Arten är reproducerande i Sverige.